# 言及
| ウィキペディアには「言及」という見出しの百科事典記事はありません（タイトルに「言及」を含むページの一覧/「言及」で始まるページの一覧）。 代わりにウィクショナリーのページ「言及」が役に立つかもしれません。 |